# Blocco gesuita ed estancias di Córdoba
Il Blocco gesuita e le estancias di Córdoba (in spagnolo: Manzana Jesuítica y Estancias de Córdoba) sono un'ex missione gesuita costruita dai missionari a Córdoba, in Argentina; sono stati inseriti nell'elenco dei Patrimoni dell'umanità dell'UNESCO nell'anno 2000.
Nella Manzana Jesuítica trovano sede l'Università di Córdoba (una delle più antiche del Sudamerica), la scuola secondaria Monserrat, una chiesa e edifici adibiti a residenza. Per un simile progetto, i Gesuiti costruirono 6 Estancias nella provincia di Córdoba chiamate Caroya, Jesús María, Santa Catalina, Alta Gracia, Candelaria e San Ignacio.

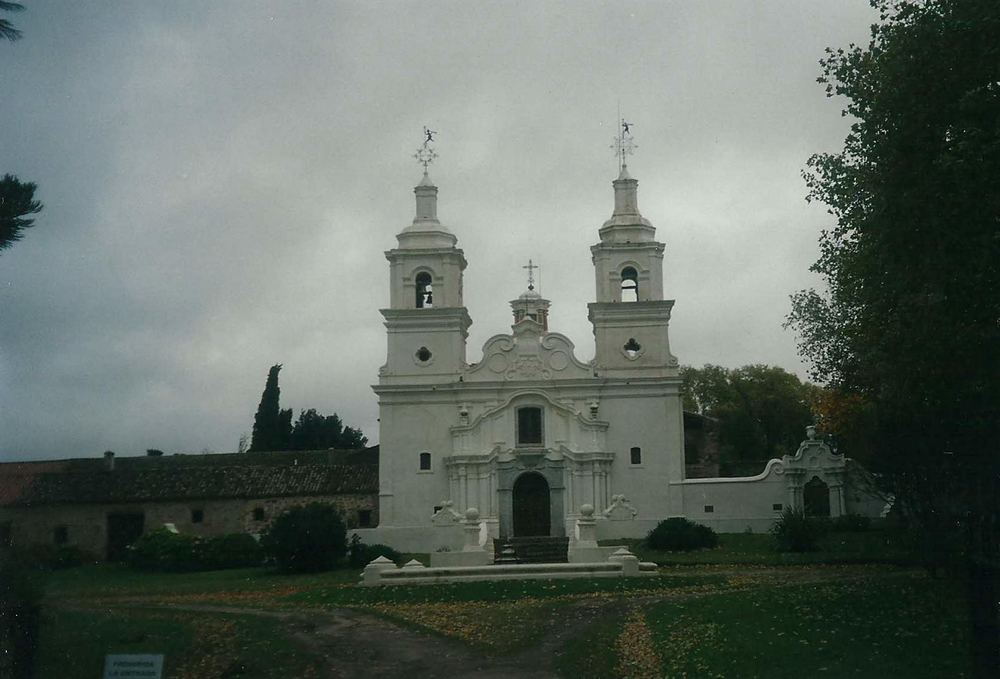
Vista dell'Estancia di Santa Catalina

Il complesso, fondato a partire dal 1615, dovette essere abbandonato dai Gesuiti nel 1767, dopo il decreto del re Carlo III di Spagna che li espelleva dal continente. A loro subentrarono i Francescani fino al 1853, quando i Gesuiti tornarono nelle Americhe. Nonostante ciò, la scuola e l'università vennero nazionalizzate l'anno seguente.
Ogni Estancia possiede la sua chiesa e il suo gruppo di edifici, attorno a cui si sviluppò la città (come per esempio Alta Gracia, la più vicina al blocco). L'Estancia di San Ignacio non esiste più.
Le Estancias possono ovviamente essere visitate dai turisti; esse ed altre si trovano lungo la cosiddetta Strada delle Estancias gesuite, lunga circa 250 chilometri.